# Alois Pozbyl
Alois Pozbyl (30. června 1876, Slavíč u Hranic – 2. července 1921, Vidče), přezdívaný bosý kněz, byl katolický duchovní, první farář ve farnosti valašské obce Vidče (1919–1921), kněz se silným sociálním cítěním, básník, spisovatel. Zemřel v pověsti svatosti.

## Život
Pocházel ze selské usedlosti ve Slavíči. Na kněze byl vysvěcen 5. července 1901. Na své první kaplanské místo nastoupil na Valašsko do farnosti Zubří. Brzy postřehl, jakým zlem je pro chudobný kraj alkoholismus. Začal s cílevědomou osvětou. Farníky nadchl pro stavbu spolkového domu Domovina – první abstinenční dům na Moravě. Snažil se co nejvíce přiblížit chudým lidem. Rozdal všechen svůj majetek, chodil bos.
Pastorační pole patera Pozbyla zahrnovalo též přifařenou obec Vidče a její rozlehlé paseky. Videčtí to měli do farního kostela v Zubří poctivou hodinu pěší chůze. Pater Pozbyl spolu s řídícím učitelem Hynkem Kašlíkem oživili pět let spící spolek Jednota pro zbudování kostela. Bez velkých sponzorů v chudém kraji dokázali postavit kostel svatého Cyrila a Metoděje i faru.
Po zásluze byl v roce 1920 pater Alois jmenován prvním farářem nově ustanovené farnosti Vidče. Na pronajatém pozemku hospodařil, choval ovce, vyráběl brynzu a dětem nosil do školy namazané krajíce. Včelařil, aby získal finance na provoz kostela.
Kromě pastorační práce publikoval básnické sbírky a poučnou literaturu s náboženskou tematikou pro své prosté věřící. Neznal odpočinku. Vysílen nadměrnou aktivitou onemocněl tuberkulózou a zemřel ve věku 45 let.
Pochován je na hřbitově ve Vidči.

## Dílo
- Naši miláčkové, obrázkový život světců na Moravě zvláště ctěných. Hranice na Moravě: vlastním nákladem, 1919. 386 s.

- Církev Kristova ve svém rozšíření, pronásledování a vítězství. Videč u Rožnova: vlastním nákladem, 1921. 64 s.